# Musée mémorial Yasushi Inoue
Le musée mémorial Yasushi Inoue (井上靖記念館), Inoue Yasushi Kinenkan) est bâti en l'honneur de l'écrivain Yasushi Inoue dans sa ville natale d'Asahikawa. Il se trouve à proximité du Musée de sculpture Teijirō Nakahara d'Asahikawa (中原悌二郎記念旭川市彫刻美術館, Nakahara Teijirō Kinen Asahikawashi Chōkoku Bijutsukan). Ce musée ne doit pas être confondu avec le musée Yasushi Inoue situé à Nagaizumi dans la préfecture de Shizuoka.

## Présentation
Ouvert au public le 24 juillet 1993, les travaux de construction du musée ont eu lieu du 7 juillet 1992 au 13 mars 1993. Le musée a une superficie totale de 5 292 m2. De son ouverture en juillet 1993 jusqu'au 1er avril 2006, l'admission était gratuite mais depuis un petit droit entrée est demandé. Les principales salles du musée sont un grand foyer de 109 m2, un espace d'exposition de 153 m2, un bureau de 25 m2 et une salle de classe complète de 28 m2. Dans le hall d'accueil sont proposés à tous les visiteurs environ 500 volumes de l'œuvre littéraire de Inoue. L'espace d'exposition est essentiellement constitué d'une partie des 470 expositions consacrées aux œuvres de Inoue, avec une référence particulière à son lieu de naissance Asahikawa, des manuscrits, des éléments de sa succession et des œuvres d'amis artistes.
Des  manifestations musicales sont régulièrement organisées dans le foyer de la maison. Le musée propose également des conférences sur l’œuvre d'Inoue et un espace pour les groupes de lecture.Depuis plusieurs années, le musée propose également des conférences sur la littérature japonaise en général, données par des professeurs de l'Université d'éducation de Hokkaidō. Des expositions temporaires, telles que les photographies que Inoue a lui-même prises, sont annoncées depuis avril 2001 sur les brochures du musée.

## Source de la traduction
- (de) Cet article est partiellement ou en totalité issu de l’article de Wikipédia en allemand intitulé « Yasushi-Inoue-Gedenkstätte » (voir la liste des auteurs).